# Estanyol (Camp de Carlins)
Estanyol o Camp dels Carlins, és un jaciment arqueològic situat a l'Estanyol, municipi de Bescanó (Gironès), declarat Bé cultural d'interès local.
Aquest jaciment abraça des del Paleolític mitjà fins al Neolític. A la petita plana d'Estanyol, en sediments terrígens en un camp d'avellaners, apareix en superfície material lític.

## Troballes
Apareix material lític en superfície. S'ha recollit un total d'aproximadament 70 peces que es poden dividir en dos grups:
El primer seria el de la matèria primera, a partir de quars i sorrenques recristal·litzades. Apareixen en forma d'ascles i fragments amb una petita proporció de peces retocades que corresponen a rascadores, denticulats i dos poliedres. Cronològicament aquest conjunt és situable en el Paleolític mitjà.
En canvi, el segon grup consta de 6 fragments retocats i un triangle en sílex i un fragment de destral polimentada en roca dura, atribuïble al Neolític.

## Descobriment i història de les intervencions arqueològiques
Tot i que fou descobert per Gerard Roca i el Sr. Caparrós l'any 1980, aquest jaciment arqueològic fou documentat I prospectat per Daniel Giner Iranzo (CODEX) entre el 20 de juny i el 4 de juliol del 2005, per estudiar l'impacte ambiental sobre el patrimoni històric-cultural degut al projecte "Línia de Red Eléctrica Española Riudarenes-Bescanó".